# Ghiacciaio Balch
Il ghiacciaio Balch (in inglese Balch Glacier) (66°50′S 64°48′W) è un ghiacciaio lungo circa 17 km situato sulla costa di Foyn, nella Terra di Graham, in Antartide. Il ghiacciaio, il cui punto più alto si trova 267 m s.l.m., fluisce verso sudest, a sud del ghiacciaio Gould, fino ad entrare nell'insenatura di Mill e andando quindi ad alimentare la piattaforma di ghiaccio Larsen.

## Storia
Il ghiacciaio Balch fu fotografato per la prima volta durante voli di ricognizione svolti tra il 1946 e il 1947 dal Falkland Islands Dependencies Survey (FIDS) e chiamato "ghiacciaio Balch orientale". Fino al 1957 si pensava che esso, assieme ad un altro ghiacciaio battezzatto "ghiacciaio Balch occidentale", riempisse una depressione trasversale alla Terra di Graham, quando però un'ulteriore ricognizione, effettuata appunto nel 1957, rivelò che tra i due ghiacciai non vi era una continuità topografica, il ghiacciaio Balch occidentale fu rinominato ghiacciaio Drummond e quello orientale rimase semplicemente ghiacciaio Balch. Il nome della formazione deriva da quello di Edwin S. Balch, storico dell'Antartide americana.